# 沙麻索墓地
沙麻索墓地，位于中国青海省共和县东巴乡，为第四批青海省文物保护单位，公布日期为1986年5月27日，类型为古墓葬。
沙麻索墓地的历史年代为汉。